# SMRT 코퍼레이션
SMRT 코퍼레이션(SMRT Corporation)은 싱가포르에서 버스와 철도 서비스를 운영하는 복합 대중교통 운영업체이다. 싱가포르 정부 테마섹 홀딩스의 자회사인 이 회사는 1987년 8월 6일에 설립되었으며 2000년 7월 26일부터 2016년 10월 31일까지 싱가포르 거래소에 상장되었다. SBS 트랜싯과 함께 싱가포르 철도 서비스의 두 주요 운영업체 중 하나이다.
대중교통 외에도 SMRT 코퍼레이션은 운영하는 교통 네트워크 내에서 광고 및 상업 공간을 임대하고 싱가포르 및 해외에서 운영 및 유지 관리 서비스, 프로젝트 관리 및 엔지니어링 컨설팅에 참여하고 있다. 또한 자회사 스트라이즈(Strides)에서 다른 운송 서비스도 운영한다.